# Хладна клима
Хладна клима је клима чије су средње месечне температуре у распону од 0 до 10 °, а у многим областима и испод 0 °. Захвата пределе северно од 60° сгш и јужно од 58° јгш. Овде припадају клима тундри и тајги, субполарна и поларна клима.